# Ewolucjonizm (nauki społeczne)
Ewolucjonizm w naukach społecznych i historii, zwany także ewolucjonizmem kulturowym lub ewolucjonizmem kulturowo-społecznym – zbiór teorii opisujących ewolucję społeczeństwa, które przechodzi przez poszczególne etapy podczas rozwoju społecznego. Ewolucjonizm jest jedną z najstarszych teorii w socjologii i antropologii kulturowej, w swojej klasycznej postaci został sformułowany (i dominował w całej nauce) w XIX wieku.

## Główne nurty i przedstawiciele myśli ewolucjonistycznej
Do klasycznych twórców ewolucjonizmu zaliczani są: Auguste Comte, Herbert Spencer, Émile Durkheim, Lewis Henry Morgan, Edward Burnett Tylor, Ferdinand Toennies
Wyróżnia się tak zwany ewolucjonizm unilinearny (określany też jako jednoliniowy albo klasyczny), ewolucjonizm uniwersalny i multilinearny.
Współczesnymi nurtami ewolucjonizmu są:
- neoewolucjonizm – Leslie White, Julian Steward, Marshall Sahlins, Gerhard Lenski, Talcott Parsons,
- socjobiologia – Edward Wilson, Pierre van den Berghe, Joseph Lopreato, Richard Machalek,
- teoria modernizacji – Walt Rostow, David McClelland,
- teoria społeczeństwa postindustrialnego – Daniel Bell, Alvin Toffler.

Duży wpływ ewolucjonizm wywarł na szkołę chicagowską, przyczyniając się do stworzenia koncepcji ekologii społecznej w analizach zbiorowości miejskich.

## Charakterystyka nurtów myśli ewolucjonistycznej

### Ewolucjonizm unilinearny (klasyczny)
Ewolucjonizm unilinearny to XIX-wieczna koncepcja wyrosła na bardziej ogólnej idei postępu (progresywizmu), która postuluje istnienie jednej dominującej linii ewolucji i w myśl którego wszystkie społeczeństwa (na całym świecie, choć może w różnym tempie) przechodzą przez te same stadia rozwoju.
Odnośnie do pokrewieństwa, na gruncie ewolucjonizmu unilinearnego wyrosło wśród większości uczonych w XIX wieku przekonanie o tym, że w kulturze matrylinearność poprzedziła patrylinearność (pochodzenie matrylinearne, wyprowadzane z linii żeńskiej, poprzedziło pochodzenie wyprowadzane z linii męskiej, czyli patrylinearność).
Klasyczny ewolucjonizm rozwijany był od drugiej połowy XIX wieku i na początku XX wieku. Stał na stanowisku, że wszystkie społeczności ludzkie rozwijają się w podobny sposób, przechodząc przez pewne etapy rozwojowe. Stosując metodę porównawczą, ewolucjoniści starali się opisać te etapy i wskazać kierunek postępu w historii. W socjologii rozwój ewolucjonizmu wiązał się z takimi osobami jak Herbert Spencer i August Comte, którzy byli także twórcami socjologii jako nauki. Wśród antropologów do najważniejszych ewolucjonistów zaliczani są Edward Burnett Tylor, Lewis Morgan, Henry Sumner Maine i John Lubbock.
Ewolucjoniści porównywali ze sobą społeczności z różnych epok historycznych i różnych obszarów, starając się uszeregować je w jeden ciąg rozwoju ludzkości. Przyglądali się poszczególnym instytucjom społecznym (takim jak rodzina, prawo, czy religia), wskazując na ich rozwój od form najbardziej prymitywnych w społecznościach tubylczych do najbardziej rozwiniętych (współczesne społeczeństwa zachodnie).
Autorzy tacy jak Spencer wskazywali na analogie między organizmem społecznym a organizmem żywym. Założenie ewolucjonizmu u Spencera polegało na tym, że społeczeństwa ewoluują od form prostych do coraz bardziej złożonych. Następuje to w przypadku społeczeństw poprzez łączenie się (zwykle na drodze podboju) w większe, bardziej złożone całości (proste łączą się w złożone, złożone w podwójnie złożone itd.). Organizm społeczny, podobnie jak organizm biologiczny jest pewną całością, którą charakteryzuje ciągły rozwój. Uwarunkowany jest on warunkami zewnętrznymi, zarówno naturalnymi (które określają możliwości rozwoju gospodarki), jak i społecznymi. Spencer zaproponował również mechanizm analogiczny do teorii doboru grupowego w biologicznej teorii ewolucji: społeczeństwa lepiej dostosowane do aktualnych warunków mogą pokonać (i wchłonąć) gorzej przystosowane, razem osiągając wyższy stopień złożenia.
Ewolucjonizm nie tylko zajmował się opisem, lecz był również teorią silnie normatywną, co odbijało się chociażby w języku ich prac (np. używaniu takich pojęć jak „barbarzyństwo”, „prymitywność” czy przeciwstawiana im „cywilizacja”).
Opisy poszczególnych autorów różnią się co do szczegółów i wyszczególnionych etapów rozwoju ludzkości.

#### Gospodarka
Jednym z głównych obiektów analiz ewolucjonistów była gospodarka. Najbardziej prymitywnym typem gospodarki miała być gospodarka myśliwsko-zbieracka. Następnie rozwinęło się pasterstwo, które wymagało nie tylko wyższego poziomu organizacji społecznej, ale przede wszystkim udomowienia zwierząt. W dalszej kolejności społeczności przechodzą do osiadłego trybu życia, zajmując się rolnictwem.

#### Własność
Na najwcześniejszym etapie rozwoju ludzkość cechować miał pierwotny komunizm. Z niego to rozwijają się różne formy własności – własność przypisana do rodu czy własność przypisana do wodza (władcy). Upowszechnienie własności i jej indywidualizacja, a także rozwój jej ochrony prawnej należy do najwyższego stadium rozwoju cywilizacji.

#### Małżeństwo
Szczegółową analizę rozwoju form małżeńskich znaleźć można u Lewisa Morgana. Za najbardziej pierwotny stan uznaje on promiskuityzm, czyli brak jakichkolwiek norm regulujących seksualność i pokrewieństwo. Wyższym etapem rozwoju są małżeństwa grupowe w obrębie tej samej generacji (a więc między braćmi i siostrami), którą określa mianem rodziny konsangwinicznej. Na dalszych etapach rozwoju kształtują się coraz bardziej rygorystyczne normy życia seksualnego i rodzinnego. Ostatnim etapem rozwoju jest rodzina monogamiczna, w którym doszło do zrównania pozycji partnerów.

#### Organizacja polityczna
Pierwotnym stanem organizacji politycznej miała być pierwotna horda, w której brak było hierarchii i struktury organizacyjnej. W dalszym ciągu powstać miała bądź plemienna demokracja (na wzór tej znanej starożytnym Germanom), lub też struktura wodzowska. Plemiona poprzez łączenie się i podboje tworzą większe organizmy polityczne, w których panuje despotyzm (np. w Mezopotamii, lub teokracja (tak jak w Egipcie)). Ustroje te przechodzą następnie w monarchie, a dalej w demokrację.

#### Prawo
Najbardziej znane analizy ewolucji form prawnych są dziełem Henry’ego Sumnera Maine’a. Jak wskazywał w swoim Ancient Law życie w prymitywnych społeczeństwach regulowane jest zwyczajem, z którego następnie rozwija się prawo. Ogólnym kierunkiem ewolucji prawa jest przejście od statusu do kontraktu, a więc od przypisania pozycji i ścisłego związania jednostek z grupami rodowymi, do indywidualizmu i samodzielnego kształtowania sytuacji prawnej.

#### Religia
Najbardziej prymitywną formą życia religijnego miało być, w zależności od autorów: animizm, manizm, totemizm, animatyzm, fetyszyzm, magia czy tabu. Ich śladów szukali również w bardziej złożonych religiach. Wierzenia religijne stopniowo ulegają idealizacji, pozbywają dosłowności. Z czasem wykształca się pojęcie bogów, stopniowo tworzących rozbudowane panteony. Poprzedzone jest to często zmianą organizacji społecznej (powstanie państwa) i wykształceniem się kasty kapłanów. Społeczeństwa wkraczają w etap politeizmu, który w końcu przekształca się w monoteizm.

#### Krytyka klasycznego ewolucjonizmu
Na początku XX wieku ewolucjonizm stał się celem licznych ataków, w wyniku których stracił swą dominującą pozycje w naukach społecznych. Zarzucano mu braki metodologiczne (przede wszystkim brak oparcia w badaniach terenowych), nadmierne opieranie się na wyrywkowych danych i budowanie z nich ogólnych modeli ewolucji. Z tych powodów większość twierdzeń ewolucjonizmu okazała się błędna. Np. nie znalazły potwierdzenia tezy Morgana o etapach rozwoju małżeństwa, czy tezy o pierwotnym komunizmie. Bronisław Malinowski w Zwyczaju i zbrodni w społeczności dzikich pokazywał, że prawo i własność są obecne także w społecznościach plemiennych. W Życiu seksualnym dzikich dowodził natomiast skomplikowanych form małżeństwa i życia rodzinnego niezauważanych przez Morgana. Chociaż opisywany przez ewolucjonizm zasadniczy kierunek rozwoju społeczności ludzkich nie został podważony (np. przejście od pasterstwa do rolnictwa, a następnie do przemysłu), to jednak zakwestionowano jego powszechność, konieczny charakter oraz związane z nim wartościowanie.
Na krytyce ewolucjonizmu gruntował swe teorie funkcjonalizm. Nie zgadzał się on z twierdzeniem, że formy organizacji społecznej tubylców są niżej rozwinięte niż w społeczeństwach zachodnich. Funkcjonaliści pokazywali, że są one raczej wynikiem dobrego przystosowania się do lokalnych warunków. Takie ludy jak Inuici czy Buszmeni, przez ewolucjonistów uznawane za „prymitywne”, są właściwie lepiej dostosowani do swoich warunków niż Europejczycy.
Podważano również normatywność teorii ewolucyjnych. Margaret Mead w swoim Dorastaniu na Samoa wskazywała, że pod niektórymi względami (np. rozwój emocjonalny i życie seksualne) społeczności tubylcze należy uznać za lepsze od współczesnego społeczeństwa amerykańskiego. Tezy te znalazły silny oddźwięk w amerykańskich ruchach kontrkulturowych
Odrębny nurt krytyk wskazywał na związki ewolucjonizmu z kolonializmem. Ewolucjonizm był obecny w retoryce administracji kolonialnej, polityce mocarstw i w opinii publicznej. Uzasadniał on „zachodnią misję cywilizacyjną” i legitymował kolonialne panowanie. Jak wskazywał Edward Said ewolucjonizm jako system wiedzy, był ściśle związany ze strukturami władzy.

### Neoewolucjonizm

#### Ewolucjonizm uniwersalny
Tez kulturalnego ewolucjonizmu unilinearnego nie dało się utrzymać w świetle obserwacji etnograficznych i danych archeologicznych (tym bardziej, że wiele z nich to tezy niesprawdzalne albo sfalsyfikowane przez przykłady etnograficzne) co spowodowało z końcem XIX wieku wzrost tendencji antyewolucjonistycznych i zwrot ku koncepcjom dyfuzji kultury (które przyczyn zmian kultury doszukiwały się w dyfuzji) oraz koncepcjom areału kulturowego (które zwracały uwagę na efekty powiązania ze sobą kultur zwykle zlokalizowanych w określonym rejonie). Pewną formą dyfuzji jest akulturacja – gwałtowne przeobrażenie jednej kultury pod wpływem innej a jednym z następstw dyfuzji (szczególnie akulturacji) jest tzw. synkretyzm kulturowy (czyli związanie w jednorodną całość elementów pochodzących z różnych, genetycznie i historycznie odmiennych kultur).
Myśl ewolucjonistyczna odrodziła się w latach 30. XX wieku jako tzw. ewolucjonizm uniwersalny, który jednak znacznie złagodził dogmaty klasycznego ewolucjonizmu XIX-wiecznego. Ewolucjonizm uniwersalny zarzucił rozważania o konkretnych sekwencjach ewolucji, nie dyskutował na przykład o matrylinearności i patrylinearności czy o szczegółach totemizmu. Zamiast tego położył nacisk na ogólne stadia rozwoju (epoki rozwoju ludzkości) które określano mianem dzikości, barbarzyństwa czy cywilizacji. Ewolucjonizm uniwersalny był swoistą wysepką intelektualną w czasach gdy w Stanach Zjednoczonych rozwój antropologii zainicjowany przez Franza Boasa poszedł w kierunku relatywizmu, konfiguracjonizmu i psychokulturalizmu a szkoła brytyjska, której przewodził Bronisław Malinowski kultywowała w badaniach antropologicznych podejście funkcjonalistyczne. Uniwersalne koncepcje ewolucjonistyczne zdobyły uznanie szczególnie na polu archeologii. Popularne stały się prace australijskiego archeologa Vere Gordona Childe’a, w których opisał on m.in. historie ludzkości, która przeszła przez kolejne stadia począwszy od zbieractwa i łowiectwa poprzez rolnictwo, powstanie państw i miast aż do rewolucji w wiedzy ludzkiej. Uznanie zdobyły prace Amerykanina Leslie A. White’a, który (pomijając niejako sferę symboliczną) ujął kulturę jako system termodynamiczny (a więc stochastyczny i pozbawiony determinizmu), w którym szczególnie dużą rolę odgrywa technika (technologia) i energia. Ekonomia, społeczność czy ideologia są w tym ujęciu zależnymi podsystemami. W myśl tej teorii człowiek aby przetrwać i rozwijać się przystosowuje się do natury, wykorzystując nadmiar zgromadzonej energii. Energia ta jest więc kluczową siłą w ewolucji kultury. Pierwotnie człowiek korzystał jedynie z energii własnych mięśni. Z czasem nauczył się użytkować inne źródła energii takie jak ogień, woda czy wiatr, zwierzęta, rośliny uprawne, a w końcu zasoby naturalne (węgiel, ropa czy gaz) i energię atomową.

#### Ewolucjonizm multilinearny

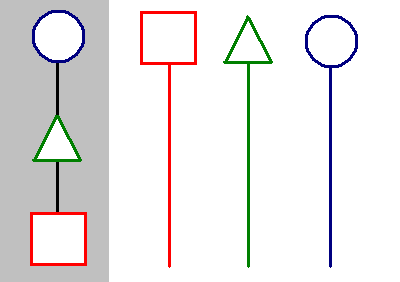
W modelu ewolucji unilinearnej (po lewej) wszystkie kultury rozwijają się przechodząc przez określone etapy, podczas gdy w modelu ewolucji multilinearnej (po prawej) nacisk położony jest na odrębność historii poszczególnych kultur.

W latach 50. nastąpił przełom w rozwoju nurtu ewolucjonizmu multilinearnego (który podobnie jak ewolucjonizm uniwersalny zalicza się do neoewolucjonizmu). W przeciwieństwie do ewolucjonizmu unilinearnego ewolucjonizm multilinearny zakładał odmienne drogi rozwoju technicznego i społecznego w różnych regionach zależnie od czynników ekologicznych (historia, środowisko naturalne). Kulturalno-społeczny ewolucjonizm multilinearny wykazuje więc wiele podobieństw z ewolucjonizmem biologicznym (szczególnie z teorią powstawania gatunków Karola Darwina). Podejścia zawierające się w nurcie ewolucjonizmu multilinearnego rozwinęli antropolodzy Julian S. Steward i George Peter Murdock.
Prace antropologa Marshalla Davida Sahlinsa wsparły teorie White’a i Stewarda bogatym materiałem empirycznym, co sprzyjało w latach 60. rozwojowi myśli neoewolucjonistycznej w naukach społecznych. Sahlins w swojej pracy z 1960 roku Evolution and Culture (Ewolucja i kultura) poruszył zagadnienia związane z ewolucją kulturową i neoewolucjonizmem. Podzielił ewolucje społeczeństw na „ogólne” i „szczególne”. Ogólna ewolucja to tendencja systemów społecznych i kulturowych do zwiększania swojej złożoności, stopnia zorganizowania i adaptacji do środowiska. Jednakże, ponieważ różne kultury nie są od siebie zupełnie odizolowane, dochodzi do interakcji i dyfuzji ich cech charakterystycznych (na przykład wynalazków technicznych). Prowadzi to do tego, że kultury rozwijają się w zróżnicowany sposób (ich ewolucja następuje w specyficzny sposób), podczas gdy różne elementy są wprowadzane do nich w różnych kombinacjach i na różnych etapach ewolucji.
Gerhard Lenski w swoich książkach Power and Privilege (Władza i przywileje, 1966) oraz Human Societies. An Introduction to Macrosociology (Społeczeństwa ludzi. Wprowadzenie do makrosocjologii 1974) rozwinął dalej koncepcje Lesliego White’a (którego jest uczniem) i Lewisa Henry’ego Morgana. Lenski przedstawił teorię ekologiczno-ewolucyjną, która powinna według niego zajmować się szukaniem zjawisk w życiu społeczeństw podobnie jak teoria ewolucyjna w biologii poszukuje podstawowych, długotrwałych i adaptacyjnych zmian organizmów. Z ekologicznym podejściem biologii teorię Lenskiego łączy skupienie się na zależnościach między populacjami oraz ich współzależności od środowiska. Definiując społeczeństwo Lenski rozszerza definicje społeczeństwa w zasadzie na całe królestwo zwierząt – uważa, że człowiek, mimo wszystkiego co odróżnia go od innych żyjących istot, nadal jest częścią natury i nosi wyraźne ślady swojej ewolucyjnej przeszłości. Kondycje człowieka określają podstawowe potrzeby biologiczne, motywacja do ich zaspokajania, skłonność do tworzenia kultury i włączania się w systemy społeczno-kulturowe oraz adaptacja przez tworzenie społecznych form organizacji. Podobnie jak Leslie White Lenski uważa, że postęp technologiczny jest najważniejszym czynnikiem w ewolucji (zmian) społeczeństwa i kultury. Podobne jest także jego spojrzenie na współzależności wewnątrz danego systemu społecznego (najważniejszym podsystemem pozostaje technologia, która określa ekonomię, wartości, politykę oraz dystrybucję). Jednak w przeciwieństwie do White’a, który zdefiniował technologię jako zdolność tworzenia i wykorzystywania energii, Lenski skupił się na informacji – na jej ilości i zużyciu. Czym więcej informacji i wiedzy ma dane społeczeństwo, szczególnie tam gdzie informacja i wiedza pozwala ludziom na kształtowanie ich środowiska naturalnego i społecznego, tym bardziej jest zaawansowane. Lenski rozumienie więc proces ewolucyjny przede wszystkim jako ekspansję informacji, a technologię definiuje jako informacje, techniki oraz narzędzia, z pomocą których człowiek wykorzystuje zasoby naturalne swojego środowiska zaspokajając swoje potrzeby i żądania. To co Lenskiego odróżnia od White to także to, że poszedł on dalej w swych spostrzeżeniach co do probabilistycznego charakteru determinacji rozwoju społeczeństwa przez technologię (przez co uniknął ślepej uliczki uniwersalizmu społecznego). Możliwe są więc sprzężenia zwrotne pomiędzy komponentami systemu społecznego i technologią – choć technologia najczęściej determinuje świat symboli, wartości, idei i struktury społeczne to w określonych, lokalnych warunkach ekologicznych, kierunek ten może się odwrócić.
Emancypacja świata ludzi z królestwa zwierząt następowała, zdaniem Lenskiego, stopniowo, poprzez uczenie się i dzielenie się informacją. Lenski wyróżnił cztery fazy rozwoju ludzkiego opierając się na postępie komunikacji, jaki nastąpił na przestrzeni dziejów. Na pierwszym etapie informacja była przekazywana poprzez geny. Wraz z rozwojem wrażliwości na bodźce zmysłowe, ludzie nabrali zdolności przekazywania informacji poprzez osobiste doświadczenia. W trzecim etapie ludzie rozpoczęli posługiwać się znakami i rozwinęli zdolność logicznego myślenia. W końcu stworzyli symbole i zaczęli posługiwać się językiem i pismem.
Ostatecznie współczesne systemy informacyjne są dla Lenskiego funkcjonalnym analogiem systemów genetycznych. Postęp w technice komunikacji przekłada się na postęp w systemie ekonomicznym, politycznym, dystrybucji dóbr, społecznej nierówności i innych obszarach życia społecznego. Możliwe, jak pisze Lenski, że z czasem przyrost informacji pozwoli nawet na w pełni świadomą kontrolę procesu ewolucji biologicznej – będzie to stanowiło jej swoiste ukoronowanie.
Lenski dzieli społeczeństwa zależnie od ich poziomu rozwoju technologii, komunikacji i ekonomii na: społeczeństwa łowców i zbieraczy, społeczeństwa parające się prostym rolnictwem lub ogrodnictwem (bez użycia pługa), zaawansowane społeczeństwa rolnicze, społeczeństwa przemysłowe i społeczeństwa szczególne (np. społeczności rybaków lub społeczności związane z morzem).
Kluczową rolę w myśli Lenskiego odgrywa związek pomiędzy populacją i produkcją. Zdolność ludzi do reprodukcji przewyższa zasoby dostępne w środowisku. Dlatego, jak konkluduje Lenski, liczebność populacji ludzi jest ograniczona przez swoją zdolność do produkcji żywności. Możliwości wzrostu ludzkich populacji, według Lenskiego, były na przestrzeni dziejów i są, poważnie destabilizującą siłą i mogą być ostatecznie powodem większości zmian w społeczeństwie i kulturze.
Teoria całościowych zmian zachodzących w społeczeństwach na świecie poparta została ogromną ilością danych na temat właściwości kulturowych, rozwoju technologicznego oraz postępu adaptacyjnego różnych społeczeństw. Przytaczając dane empiryczne, często o charakterze ilościowym, Lenski pokazał, iż w trendach makrosocjologicznych można odnaleźć wyraźne prawidłowości (choć być może nie są one absolutne czy uniwersalne).
Lenski zwrócił też uwagę, na procesy informacyjne, które określają los poszczególnych jednostek kulturowych i instytucjonalnych w ramach danych systemów społecznych. Procesy te nazwał selekcją intraspołeczną (w odróżnieniu od selekcji interspołecznej, która następuje w wyniku różnicy w stadiach rozwoju poszczególnych społeczeństw). Problematyka ta podejmowana jest współcześnie przez antropologów ewolucyjno-poznawczych. Opierają się oni bardziej na darwinowskim niż spencerowskim rozumieniu ewolucji. Procesy poznawcze traktowane są przez nich jako epifenomeny procesu ewolucji. Są instrumentalne dla nadrzędnego celu, którym jest adaptacja do otoczenia naturalnego. Prowadzi to z kolei do powstania specyficznych mechanizmów przyjmowania i odrzucania różnych jednostek informacji. Znany z takiego podejścia jest amerykański antropolog Dan Sperber – autor koncepcji epidemiologii reprezentacji.
Wpływy neoewolucjonistyczne można zauważyć też w popularnych pracach Marvina Harrisa (przedstawiciela materializmu kulturowego) i amerykańskiego biologa Jareda Diamonda, którego prace mieszczą się w nurcie współczesnej tradycji psychologii ewolucyjnej.

### Socjobiologia i psychologia ewolucyjna
Do neoewolucjonizmu można zaliczyć również współczesną tradycję socjobiologii, etologii i psychologii ewolucyjnej, gdyż operuje ona kluczowym pojęciem ewolucji. Korzenie myśli socjobiologicznej są jednak zgoła inne niż korzenie myśli neoewolucjonistycznej w antropologii kulturowej. Antropolodzy kulturowi mówiąc o ewolucji odnoszą ją do kultury człowieka. Natomiast myśl socjobiologiczna wyrosła z refleksji przyrodników, którzy bazowali na biologicznej teorii ewolucji i zajmując się badaniami przyrodniczymi (np. genetyką) zwrócili się ku prymatologii, paleoantropologii czy antropologii fizycznej, by w końcu wypowiedzieć się o zachowaniach współczesnego człowieka. Z uwagi na podkreślanie wagi biologicznej natury człowieka weszli w spór z antropologami kulturowymi, którzy społeczne przejawy kultury wyjaśniają badając kulturę jako byt w znacznej mierze samoistny. Znamienne, że antropolodzy kulturowi o wyraźnie ewolucjonistycznych zapatrywaniach na kulturę tacy jak Marshall Sahlins i Marvin Harris zajadle krytykowali socjobiologię. Harris zarzucał socjobiologii redukcjonizm biologiczny i wskazywał, że genotyp nigdy nie może być podstawą do wytłumaczenia wszystkich zmienności w fenotypie behawioralnym. Marshall Sahlins dowodził, że istnieje głęboka przepaść między agresją a wojną, seksualnością a społecznymi zasadami zawierania małżeństw, czy pomiędzy altruizmem odwzajemnionym a formalną wymianą darów.
Psychologię ewolucyjną łączy z antropologią kulturową to, że obie dziedziny operują pojęciem ewolucji, które zrodziło się z idei postępu i progresywności. Choć dziś tradycyjnie hasło ewolucja tradycyjnie kojarzy się z biologią (gdyż na tym polu myślenie ewolucjonistyczne odniosło najszybszy i najtrwalszy sukces) to jednak, w historycznym ujęciu pojęcie ewolucji wcześniej trafiło na grunt refleksji nad społeczeństwem i kulturą a dopiero stamtąd przenikło do teorii przyrodniczych.

### Teoria społeczeństwa post-industrialnego
Uczeni korzystali z teorii ewolucji, by prowadzić analizę różnych trendów i przewidywać przyszły rozwój społeczeństw. Uczeni ci stworzyli teorie społeczeństwa post-industrialnego, argumentując, że bieżąca era społeczeństwa przemysłowego dobiega końca, a usługi i informacja stają się ważniejsze niż przemysł i towary.
W roku 1974 Daniel Bell – autor publikacji The Coming of Post-Industrial Society (Nadejście społeczeństwa post-przemysłowego) wprowadził termin społeczeństwa postindustrialnego. Podzielił historie ludzkości na trzy ery: przed-przemysłową, przemysłową i post-przemysłową. Przewidywał, że z końcem XX wieku Stany Zjednoczone, Japonia i Europa Zachodnia wejdą w fazę post-przemysłową. Ta post-przemysłowa faza objawiać się będzie przez: dominację sektora usług (administracji, banków, handlu, transportu, medycynę, edukację, naukę, media masowe i kulturę) nad tradycyjnym sektorem przemysłowym (produkcją, która po rewolucji przemysłowej zdominowała jeszcze bardziej tradycyjne sektory rolnictwa i górnictwa); rosnące znaczenie technologii informacyjnych; zwiększoną rolą długoterminowego planowania i planowania przyszłych trendów; dominację technokracji i pragmatyzmu nad tradycyjną etyką i ideologiami; wzrastającym znaczeniem i użytkowaniem technologii i intelektu; zmianami w tradycyjnej hierarchii klas społecznych, z wysoko wykształconymi specjalistami i naukowcami zajmującymi miejsce tradycyjnej burżuazji.
Od lat 70. wielu innych socjologów i antropologów, takich jak Alvin Toffler (autor publikacji Szok przyszłości, 1970) czy John Naisbitt (autor książki Megatrends, 1982) poszli drogą wyznaczona przez pracę Daniela Bella i stworzyli podobne teorie. John Naisbitt wprowadził koncepcję megatrendów: silnych, globalnych trendów, które zmieniają społeczeństwa w skali światowej. Wśród megatrendów jakie wymienił był m.in. proces globalizacji. Innym ważnym megatrendem był wzrost wydajności komputerów i rozwój Internetu. Marshall McLuhan w pracy Galaktyka Gutenberga (The Gutenberg Galaxy, 1962) wprowadził termin wioski globalnej, który niedługo potem został zaadaptowany przez badaczy globalizacji i Internetu. Naisbitt i wielu innych proponentów teorii społeczeństwa post-przemysłowego wskazuje, że megatrendy prowadzą do decentralizacji, osłabienia centralnych rządów, zwiększonego znaczenia lokalnych inicjatyw i demokracji bezpośredniej, zmian w hierarchii tradycyjnych klas społecznych, rozwoju nowych ruchów społecznych, zwiększenia siły konsumentów i ilości dostępnych opcji wyboru dla nich (Toffler mówi nawet o nadmiarze wyborów).
Niektóre, bardziej ekstremalne wizje społeczeństwa post-przemysłowego związane są z teorią osobliwości technologicznej. Teoria ta odnosi się do przewidywanego punktu lub okresu w rozwoju cywilizacji, w którym na skutek przyspieszenia postępu technologicznego społeczne, naukowe i ekonomiczne zmiany staną się tak raptowne, że po przekroczeniu tego punktu w czasie „przed-osobliwi” ludzie nie będą już mogli niczego wiarygodnie pojąć, zrozumieć, czy przewidzieć. Taka osobliwość była po raz pierwszy poddana pod dyskusję w latach 50. i szeroko spopularyzowana w latach 80. przez Vernora Vinge’a.
Krytycy teorii społeczeństwa post-przemysłowego wskazują, że jest ona bardzo mglista i tak jak w przypadku każdej przepowiedni, nie ma żadnej gwarancji, że dziś obserwowane trendy będą jeszcze istniały w przyszłości lub że rozwiną się w kierunkach przewidzianych przez współczesnych badaczy. Jednak, żaden z poważnych socjologów nie argumentowałby, że można przewidzieć przyszłość, a jedynie, że teorie takie pozwalają na lepsze zrozumienie zmian jakie zachodzą w świecie współczesnym.